# 貝瑟默鎮區 (密歇根州)
貝瑟默鎮區（英語：Bessemer Township）是位於美國密歇根州戈吉比克縣的一個行政鎮區。

## 地方資料
貝瑟默鎮區的面積為298.90平方千米，當中陸地面積為294.90平方千米，而水域面積為4.00平方千米。根據2020年美國人口普查的數據，當地共有人口1135人，而人口密度為每平方千米3.8人。